# Verrallina margarsen
Verrallina margarsen är en tvåvingeart som beskrevs av Dyar och Shannon 1925. Verrallina margarsen ingår i släktet Verrallina och familjen stickmyggor.
Artens utbredningsområde är Filippinerna. Inga underarter finns listade i Catalogue of Life.